# Limnichus lederi
Limnichus lederi is een keversoort uit de familie dwergpilkevers (Limnichidae). De wetenschappelijke naam van de soort werd in 1877 gepubliceerd door Julius Weise.